# Pierre Baumann
Pour les articles homonymes, voir Baumann.
Pierre-Louis Baumann appelé plus souvent Pierre Baumann, né le 20 novembre 1795 à Lille et mort en 7 décembre 1872 à Lille, est un compositeur, chef d'orchestre, altiste, violoncelliste, bassoniste, clarinettiste, corniste et professeur de violoncelle et de composition au Conservatoire de Lille,.

## Biographie
Pierre Baumann naît au sein d'une famille d'origine allemande et d'une fratrie musicienne de quatre enfants (Philippe, Louis et Charles) le 29 brumaire an IV à Lille sous la Première République.

### Années d'activité
Dès 15 ans, il est déjà jeune bassoniste et violoncelliste au sein de l'orchestre du Grand Théâtre de Lille en 1811.
Vers 20 ans et ce pendant plusieurs années, il joue en tant que violoncelliste au sein de l'orchestre du Théâtre de la Porte de Carinthie de Vienne qui interprétait alors les symphonies de Beethoven avec parfois le maestro à la direction,. À la suite de cette expérience viennoise en compagnie de Beethoven, il sera un des plus grands promoteurs des symphonies et quatuors du maître en France.
Il rejoint les Concerts des Amateurs en 1826 en tant que soliste.
En 1832, il devient professeur titulaire de violoncelle au Conservatoire de Lille, alors appelé Académie de Musique, et reprend la classe de Jean Saint-Amans, qui avait lui-même repris celle de Louis Maes qui en fut titulaire de 1819 à 1830. Il formera le prestigieux violoncelliste Auguste-Joseph Franchomme.
La même année, il est nommé chef de la musique de la garde nationale. En 1833, il devient également titulaire des classes de basson et de clarinette au Conservatoire de Lille. Il compte parmi ses élèves Édouard Lalo, Théophile Semet, Alexandre Desrousseaux, Victor Delannoy, Auguste Delannoy et François Watier.
Dès 1864, il devient l'altiste du quatuor Martin, mené par le violoniste Paul Martin, jusqu'à sa mort en 1872. Il rejoint également la première société publique de musique de chambre de Lille, créée la même année par Paul Martin. Ce quatuor est le premier quatuor lillois constitué au XIXème siècle.
Par ailleurs, il fut adhérent de l'association des artistes musiciens puis à tour de rôle vice-président du comité départemental en 1855 et trésorier en 1872.

### Postérité
Son petit-neveu Émile Baumann, écrivain français d'inspiration catholique et nationaliste, lui dédie son ouvrage Les Grandes Formes de la musique, l’œuvre de Camille Saint-Saëns publié en 1905.
Une rue de Lille porte son nom, la rue Pierre Baumann (d).

## Œuvres
Également compositeur, il est l'auteur de plusieurs œuvres exécutées par l'orchestre de l'association musicale et celui des Concerts du Cercle du Nord. Il a composé au moins deux symphonies et d'autres œuvres conservées à la bibliothèque municipale de Lille ainsi qu'à la bibliothèque du conservatoire de Lille.

### Musique symphonique
- Symphonie pour grand orchestre, 1850, dédiée à Daniel-François-Esprit Auber et Auguste-Joseph Franchomme[1], éditée par Troupenas. La bibliothèque municipale de Lille en possède un exemplaire (n°6543 du fonds musical). La première partie et le scherzo de cette symphonie furent exécutés lors du troisième Festival du Nord sous la direction de Narcisse Girard en 1851[2].
- Symphonie n°2, date inconnue, non éditée

### Musique de chambre
- Fugue[5]
- Polonaise[5]
- Morceau variés pour le violoncelle[5]
- Trios pour débutants[5]

## Décorations
- Chevalier de la Légion d'honneur en août 1867[3] en même temps que Ferdinand Lavainne, directeur du conservatoire de Lille[5]